# Bonifica delle Pars
La Bonifica delle Pars, un tempo Paludo del Sindacal, è una regione geografica ubicata tra la provincia di Pordenone e la città metropolitana di Venezia. 

## Geografia fisica
L'area - pianeggiante e prevalentemente ad uso agricolo - si estende da nord a sud, passando per i comuni di: 
- Cordovado (Belvedere, loc. Puoi, C. Mezzavilla);
- Morsano al Tagliamento (loc. Paludi);
- Teglio Veneto (parte orientale del comune);
- San Michele al Tagliamento (Villanova-Malafesta, S. Michele, S. Giorgio);
- Fossalta di Portogruaro (Alvisopoli e Vado);
- Portogruaro (Lugugnana e Giussago).

## Storia

### Dalle terre libere all'esproprio
Essendo suddette terre - paludose e tendenti ad allagamenti - inadatte allo sfruttamento agricolo, esse erano utilizzate dalle comunità circostanti in eguale misura godendo dei diritti d'usufrutto senza sottostare a vincoli di proprietà che non fossero i confini labili delle ville (suddivisioni amministrative dell'epoca). 
Per finanziare la guerra di Candia - alla fine del XVI sec. - la Serenissima inviò nelle Pars degli agrimensori per delimitare tutti quei terreni pubblici utilizzati da sempre dalle comunità locali come pascolo libero, piccoli appezzamenti boschivi, e prati da sfalcio. 
Quindi, la repubblica - per bonificare l'area - privò le ville dai diritti d’usufrutto per alienare gran parte del “Paludo del Sindacal” al nobile veneziano Antonio Mocenigo. 
A costui, ed al figlio Alvise, si deve l’inizio dei lavori di trasformazione dell'area da palustre ad agraria. 

### La bonifica: il Canal Taglio
Il primo intervento necessario per la bonifica fu lo scavo di un canale di scolo - il Taglio - che nella parte meridionale dell’area divenne un vero e proprio canale navigabile per unire la città qui voluta dal Mocenigo, Alvisopoli, con il mare e Venezia.